# حوزه انتخابیه سیزدهم فلوریدا
حوزه انتخابیه سیزدهم فلوریدا یک حوزه انتخابیه مجلس نمایندگان آمریکا است که در ایالت فلوریدا قرار دارد.